# إليزر مكومب
إليزر مكومب هو سياسي أمريكي، ولد في 11 أغسطس 1740 في كمبرلاند في الولايات المتحدة، وتوفي في 1 ديسمبر 1798 في ويلمنغتون في الولايات المتحدة.